# Hard Line
| Recensione              | Giudizio        |
| ----------------------- | --------------- |
| AllMusic                | [ 2 ]           |
| Robert Christgau        | A               |
| Sputnikmusic            | 3.9 (Excellent) |
| Piero Scaruffi          | [ 5 ]           |
| Dizionario del Pop-Rock | [ 6 ]           |
| 24.000 dischi           | [ 7 ]           |

Hard Line è un album discografico dei The Blasters, pubblicato dall'etichetta discografica Slash Records nel febbraio del 1985.

## Tracce

### LP
Lato A
1. Trouble Bound – 3:48 (Dave Alvin)
2. Just Another Sunday – 4:17 (Dave Alvin, John Doe)
3. Hey, Girl – 3:10 (Dave Alvin)
4. Dark Night – 3:48 (Dave Alvin)
5. Little Honey – 3:37 (Dave Alvin, John Doe)

Lato B
1. Samson and Delilah – 3:46 (Tradizionale, arrangiamento di Phil Alvin)
2. Colored Lights – 3:25 (John Cougar Mellencamp)
3. Help You Dream – 3:40 (Dave Alvin)
4. Common Man – 3:43 (Dave Alvin)
5. Rock and Roll Will Stand – 2:37 (Dave Alvin)

## Formazione
- Dave Alvin - chitarra solista
- Dave Alvin - accompagnamento vocale, cori (brano: Just Another Sunday)
- Phil Alvin - voce, chitarra
- Gene Taylor - pianoforte
- John Bazz - basso
- Bill Bateman - batteria

Sidemen
- The Jordanaires - accompagnamento vocale, cori (brani: Trouble Bound / Hey, Girl / Help You Dream / Rock and Roll Will Stand)
- Stan Lynch - percussioni (brani: Dark Night / Little Honey / Colored Lights)
- Stan Lynch - accompagnamento vocale, cori (brano: Colored Lights)
- Richard Greene - violino (brano: Little Honey)
- David Hidalgo - mandolino (brano: Little Honey)
- Larry Taylor - contrabbasso (brano: Little Honey)
- Jubilee Train Singers - accompagnamento vocale, cori (brano: Samson and Delilah)

Note aggiuntive
- Jeff Eyrich - produttore (eccetto brani: Just Another Sunday e Colored Lights)
- Don Gehman - produttore (solo nei brani: Just Another Sunday e Colored Lights)
- Phil Alvin - arrangiamenti (eccetto brani: Just Another Sunday e Colored Lights)
- Registrazioni effettuate al: Ocean Way Studios (Hollywood, CA), House of David Studios (Nashville, TN), Rumbo Recorders (Canoga Park, CA), Amigo Studios (North Hollywood, CA)
- Mark Ettel - ingegnere delle registrazioni (in tutti i brani, eccetto Colored Lights)
- Don Gehmann - ingegnere delle registrazioni (solo nel brano: Colored Lights)
- Dennis Kirk - remixaggio (brani: Common Man e Help You Dream)
- Steve Gerdes - art direction copertina album
- Frank Delia - fotografia copertina album (per la Wolfe Co.)
- Gary Leonard - fotografia (a Gene Taylor)[8]

## Classifica
Album
| Anno | Classifica    | Posizione raggiunta |
| ---- | ------------- | ------------------- |
| 1985 | Billboard 200 | 86                  |